# Fernando Andrade dos Santos
Fernando Andrade dos Santos (* 8. Januar 1993 in São Caetano do Sul) ist ein brasilianischer Fußballspieler.

## Karriere
Fernando begann seine Karriere 2012 beim Zweitligisten AD São Caetano. Danach spielte er bei GE Anápolis, Guarani FC und Rio Branco EC. 2015 wechselte er nach Portugal. Hier unterschrieb er einen Vertrag beim Zweitligisten Clube Oriental de Lisboa. 2016 wechselte er zu FC Penafiel. 2017 wechselte er zu CD Santa Clara. 2018 feierte er mit Santa Clara die Zweitligameisterschaft und den Aufstieg in die erste Liga. Januar 2019 wechselte er zu FC Porto. 2019 erreichte er mit dem Verein das Finale des Taça de Portugal. Sommer 2019 wurde er an dem türkischen Sivasspor ausgeliehen. Von 2020 bis 2021 spielte er bei Çaykur Rizespor und saudi-arabischen al-Fayha FC. Januar 2022 kehrte er zu FC Porto zurück. 2023 wechselte er zu Casa Pia AC. 2024 wechselte er zum türkischen Zweitligisten Sakaryaspor.